# 11422 Alilienthal
11422 Alilienthal (1999 LD7) là một tiểu hành tinh vành đai chính được phát hiện ngày 10 tháng 6 năm 1999 bởi Spacewatch ở Kitt Peak.